# Lemington (Vermont)
Lemington – miasto w Stanach Zjednoczonych, w stanie Vermont, w hrabstwie Essex.